# Kategoria estetyczna
Kategoria estetyczna – pojęcie określające sposoby prezentacji przedmiotów (głównie dzieł sztuki, ale też np. zjawisk natury), dzięki którym zyskują one wartość estetyczną (tzn. wywołują u odbiorcy przeżycie estetyczne: poczucie przyjemności, poruszenia emocjonalnego, intelektualnego, etc). Każda kategoria estetyczna jest zbiorem określonych cech, które przez twórcę i jego odbiorców są uznawane za pożądane. Do podstawowych, mających swe źródło w antyku, kategorii estetycznych należą piękno, tragizm, komizm, wzniosłość, patos. Wraz z rozwojem kultury i sztuki zaczęto doszukiwać się wartości estetycznych w grotesce, ironii, brzydocie, wdzięku. Za kategorię estetyczną uznawana jest także epickość, choć nie wydaje się to słuszne, bo epickość należy do kategorii gatunkowej, a nie estetycznej.
Percepcja kategorii estetycznych zmieniała się wraz rozwojem epok i kierunków artystycznych: barok cenił wdzięk i wzniosłość, klasycyzm – piękno. Wartościowano poszczególne kategorie estetyczne, formułowano zasady ich stosowania, łączono ich użycie z konkretnymi gatunkami literackimi: np. w komedii czy tragedii.